# اکرو
شهر اکرو (به سوئدی: Ekerö) در ناحیه شهری اکرو در کشور سوئد واقع شده‌است. جمعیت این شهر ۱۹۸۱٫۷۲  نفر است.